# Rufino Bernedo
Rufino Bernedo Zorzano (Freire, 21 dicembre 1926 – Temuco, 3 febbraio 2006) è stato un cestista cileno.

## Carriera
Soprannominato "Chico", "El Petizo" e "Rufo Bernedo" con la maglia del Cile ha disputato i Giochi olimpici 1952 e 1956, nonché i Mondiali 1950 e 1959. In entrambi i Mondiali ha vinto la medaglia di bronzo; nel 1950 fu selezionato tra i cinque migliori giocatori della manifestazione. Fu a lungo capitano della Nazionale cilena.

## Palmarès
- Mondiali: 2 bronzi

1950, 1959
- Miglior quintetto ai Mondiali: 1

1950